# 남성인권 운동

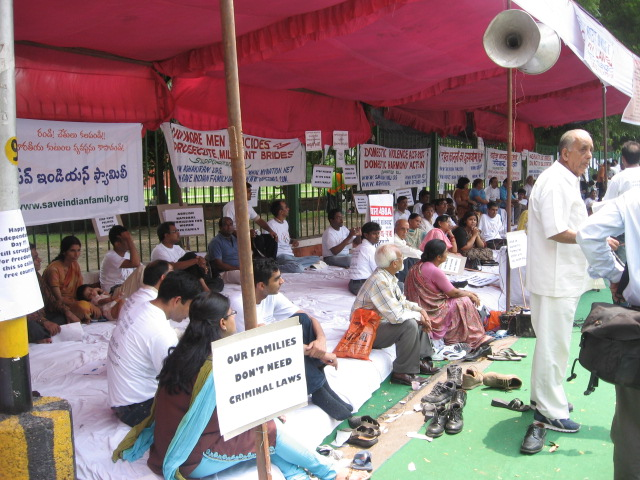
세이브 인디언 가족 재단이 조직한 남성의 권리를 위한 뉴델리 시위.

남성인권(男性人權, men's rights)이란 남성운동 담론의 일부로서, 1970년대 남성해방 운동에서 파생되었다. 남성인권운동은 남성이 불이익 또는 차별 및 억압을 받는다고 생각되는 상황을 문제시한다고 주장한다.
학계에서는 남성인권이라는 개념이 사실 여성주의에 대한 반발에 지나지 않는다고 생각하고 있다. 남성인권운동가를 자칭하는 사람들은 남성이 사회적으로 더 많은 권력을 소유하고 있다는 생각에 도전하며, 여성운동이 "도를 넘어(gone too far)" 남성에게 상처를 입힐 지경이 되어 있다고 주장한다.
소위 "남성인권" 개념을 둘러싼 담론과 운동들은 남부빈곤법률센터를 비롯한 여러 전문가 및 학자들에게 비판의 대상이 되고 있다. 일부 남성인권운동가는 여성혐오자로 지칭되기도 한다.

## 같이 보기
- 남성주의
- 남성학
- MGTOW
- 남성에 대한 폭력